# Испани
Испани (итал. Ispani) је насеље у Италији у округу Салерно, региону Кампанија.
Према процени из 2011. у насељу је живело 131 становника. Насеље се налази на надморској висини од 253 м.

## Становништво
| 1951. | 1961. | 1971. | 1981. | 1991. | 2001. | 2011. |
| ----- | ----- | ----- | ----- | ----- | ----- | ----- |
| 1.150 | 1.044 | 1.042 | 1.002 | 1.052 | 1.015 | 1.020 |